# Pachygnatha listeri
Pachygnatha listeri là một loài nhện trong họ Tetragnathidae.
Loài này thuộc chi Pachygnatha. Pachygnatha listeri được miêu tả năm 1830 bởi Sundevall.